# Wojciech Gryniewicz
Wojciech Gryniewicz, född 5 april 1946 i Bydgoszcz i Polen, är en polsk skulptör.
Wojciech Gryniewicz utbildade sig i träbearbetning vid statliga konsthantverksskolan i Bydgoszcz  och därefter i skulptur vid konsthögskolan i Gdańsk 1970-75.. Han har gjort offentliga och sakrala skulpturer.
Han har haft utställningar i Frankrike, Tyskland och Kroatien. Från och med 1974 har han arbetat i Łódź i Polen.
Han är far till regissören Eleonora Gryniewicz. 

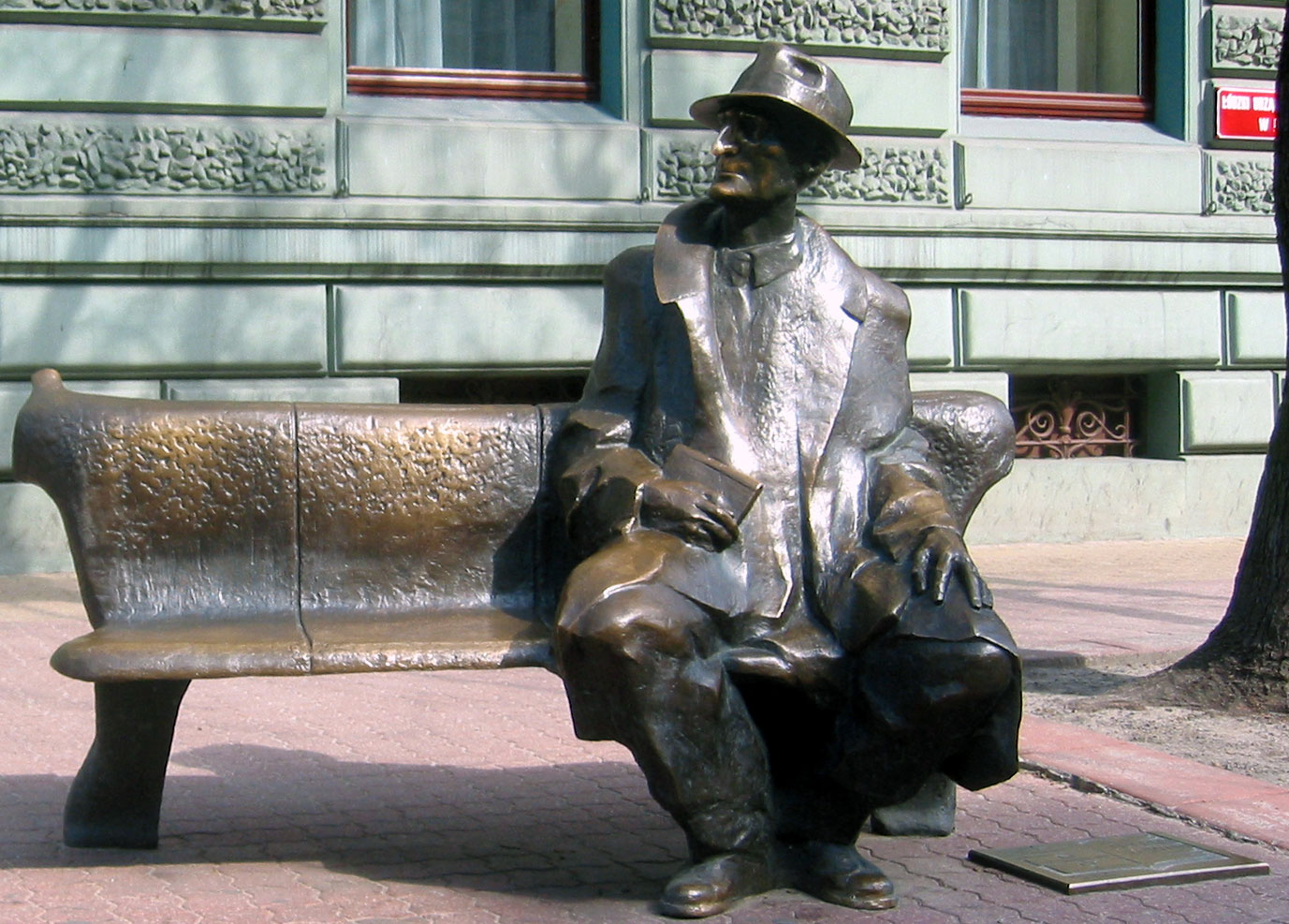
Staty över diktaren Julian Tuwim (Ławeczka Tuwima), 1999

## Utmärkelser i urval
- 2003 Pris i omröstningen  "Årets skulptur"  för statyn över diktaren Julian Tuwim (Ławeczka Tuwima) i Łódź
- 2005 Utmärkelse tilldelad av polske kulturministern i tävlingen "Årets regionala verk ", arrangerad av Polens turistorganisation i Warszawa, för Ławeczka Tuwima

## Offentliga verk i urval
- Staty över Julian Tuwim (Ławeczka Tuwima), brons,  i Łódź
- Staty över Agnieszka Osiecka (Kochankowie z ulicy Kamiennej), 2004, i Łódź
- Staty över Jan Nowak-Jeziorański (Ławeczka Jana Nowaka Jeziorańskiego), brons, 2006, i Warszawa
- Kommunismens offer (Pomnik Ofiar Komunizmu), brons, 2009, i Łódź
- Staty över Wacław Milke, 2009 i Płock
- Skolbänken (Pomnik Ławki Szkolne), 2010 i Warszawa
- Staty över Jan Twardowski, brons, 2013 i Warszawa

## Bildgalleri

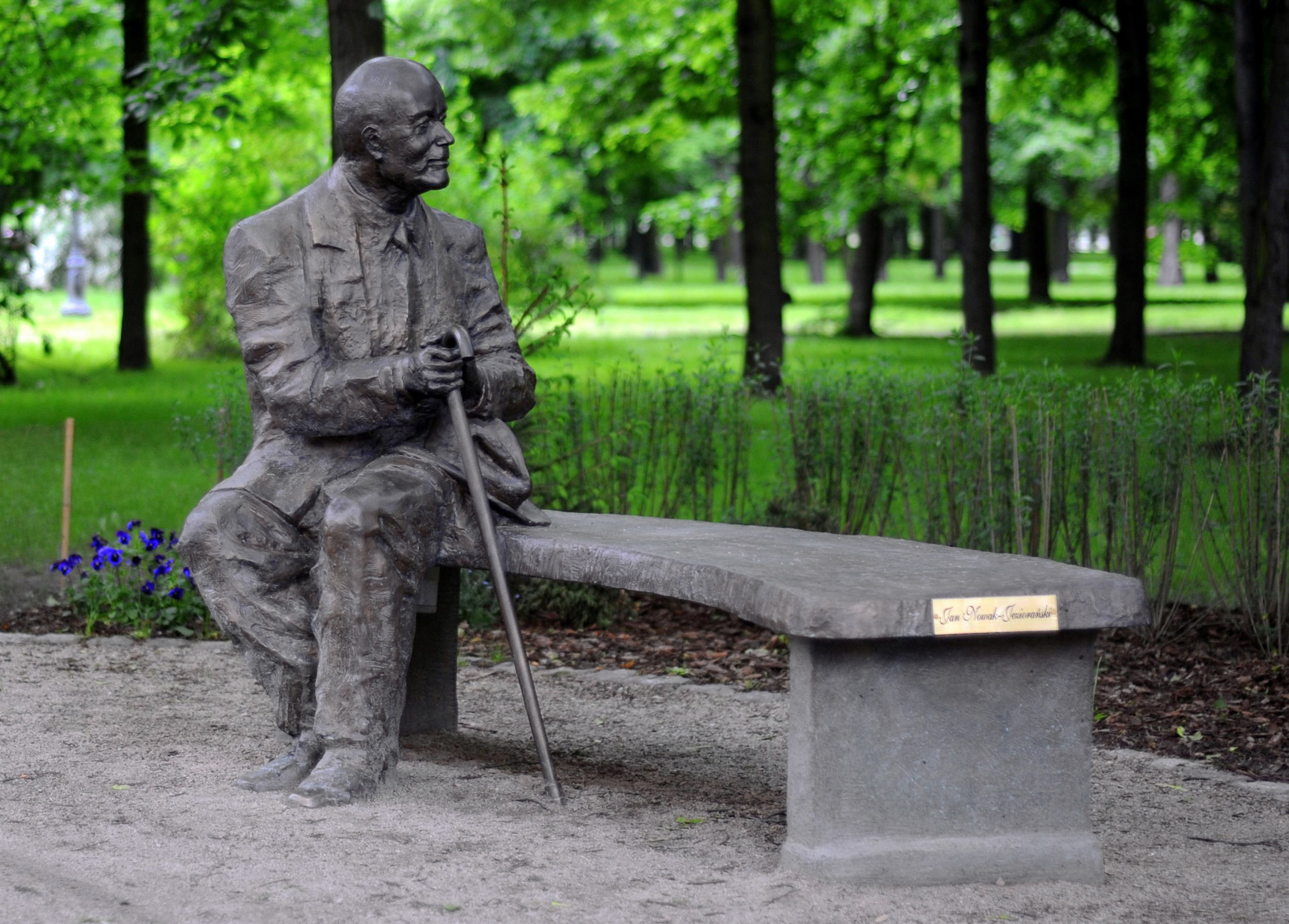
Staty över Jan Nowak-Jeziorański
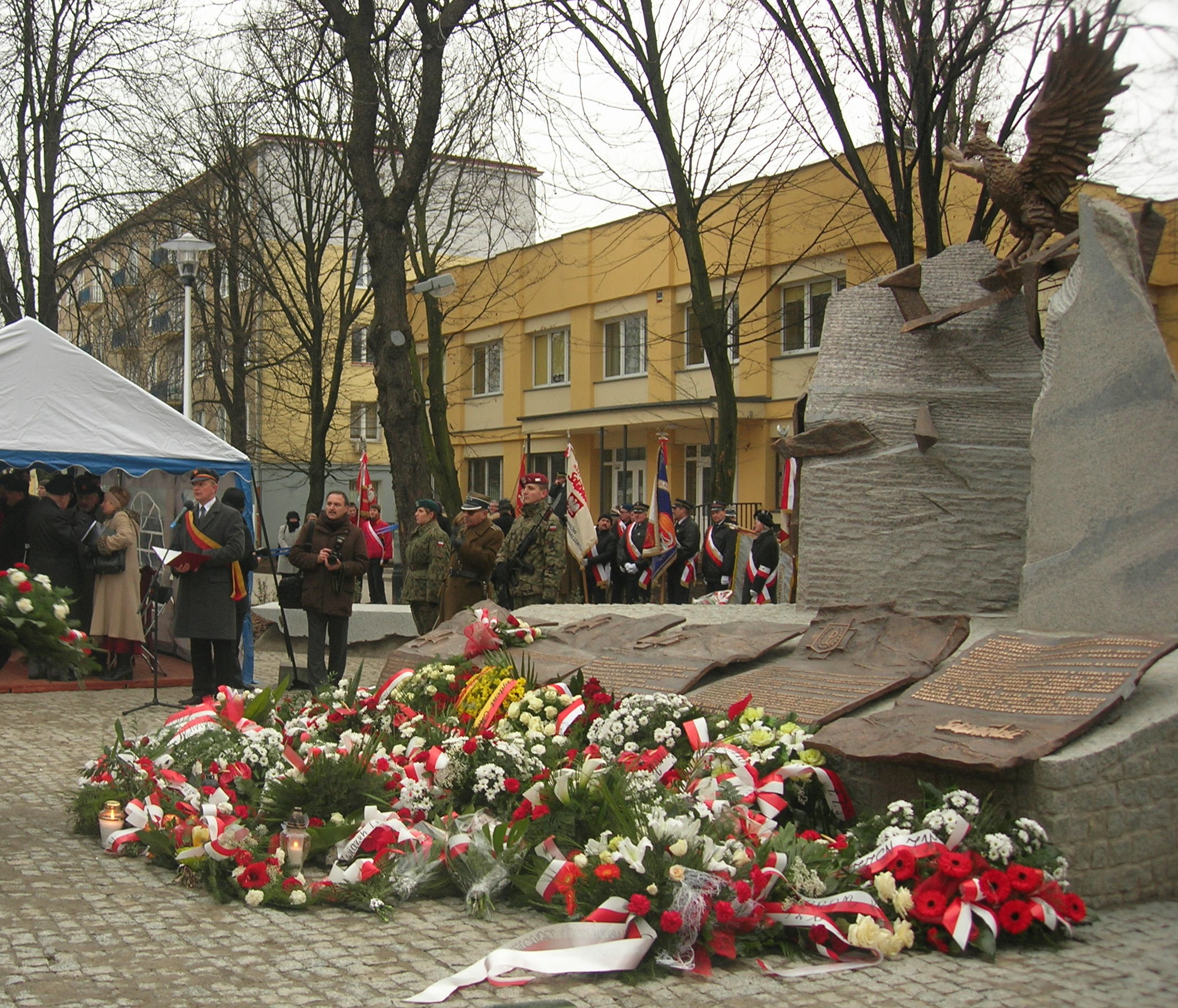
Kommunismens offer